# Verband der Hochschullehrerinnen und Hochschullehrer an Fachhochschulen in Bayern
Der Verband der Hochschullehrerinnen und Hochschullehrer an Fachhochschulen in Bayern e. V. - VHB (bis Ende 2013 Verband der Hochschullehrer an Fachhochschulen in Bayern) hat seinen Sitz in München und hat sich die Förderung der Fachhochschulen sowie die Förderung der beruflichen, wirtschaftlichen und sozialen Interessen der Mitglieder zur Aufgabe gemacht. Der Verband ist eine Arbeitnehmervereinigung im Sinne des Art. 9 Abs. 3 GG, Art. 170 BV und Art. 101 BayBG bzw. des Arbeitsgerichtsgesetzes und ist politisch und konfessionell neutral. Er ist Mitglied im hlb, dem Hochschullehrerbund. Letzterer ist der Berufsverband der Professoren an deutschen Fachhochschulen/Universities of Applied Sciences. Zudem hat der Verband Beratungsverträge und Gruppenversicherungen abgeschlossen, die seinen Mitgliedern zugutekommen.

## Mitgliedschaft
Mitglied kann jeder Hochschullehrer einer Fachhochschule und eines Fachhochschulstudienganges in Bayern werden. Die Mitgliedschaft entsteht durch Aufnahme. Die Beitrittserklärung erfolgt schriftlich. Der Vorstand entscheidet über die Aufnahme. Bei Ablehnung ist binnen Monatsfrist Beschwerde möglich. Das Beschwerdeschreiben ist vom Vorstand der nächsten Delegiertenversammlung zur Entscheidung vorzulegen.
Rund 50 Prozent der an Hochschulen für angewandte Wissenschaften in Bayern tätigen Professorinnen und Professoren sind Mitglied im VHB.

## Rechte und Pflichten der Mitglieder
Jedes Mitglied ist berechtigt, an den für die Mitglieder bestimmten Veranstaltungen teilzunehmen, Anträge zu stellen, das Stimmrecht auszuüben und die bestehenden Verbandseinrichtungen in Anspruch zu nehmen. Die Mitglieder sind verpflichtet, die Aufgaben und den Zweck des Verbandes nach Kräften zu fördern und regelmäßig Beiträge zu entrichten. 

## Erlöschen der Mitgliedschaft
Die Mitgliedschaft endet durch Tod, Austritt oder Ausschluss. Der Austritt kann nur zum Ende des Geschäftsjahres unter Einhaltung einer Frist von drei Monaten erfolgen. Die Austrittserklärung muss schriftlich beim zuständigen Hochschulgruppensprecher oder beim Vorstand eingereicht werden. Mit dem Austritt erlischt jeder Anspruch an den Verband. Mitglieder, die sich der Erfüllung ihrer Pflichten gegen den Verband entziehen oder sonst den Verband schädigen, können durch einen Beschluss des Vorstandes ausgeschlossen werden. Dieser Beschluss ist schriftlich auszufertigen und dem Mitglied durch eingeschriebenen Brief bekannt zu geben. Das Mitglied kann gegen den Beschluss innerhalb einer Frist von einem Monat Einspruch beim Vorstand einlegen. Gegen die Entscheidung des Vorstandes über den Einspruch ist Beschwerde zur nächsten Delegiertenversammlung möglich. 

## Organe
Organe des Verbandes sind der Vorstand, die Delegiertenversammlung und die Mitgliederversammlungen der Hochschulgruppen. Mitglieder des Vorstandes im Sinne des BGB sind: Der Vorsitzende, die stellvertretenden Vorsitzenden, der Schatzmeister und der Schriftführer. Der Vorstand setzt sich wie folgt zusammen:

## Geschäftsverteilung
Die Darstellung der Aufgabenzuordnung im Vorstand erfolgt in alphabetischer Reihenfolge:
- Bartke:	Betriebsrenten, Pension, Ruhestand
- Bauer: 	Politische Kontakte und Außendarstellung
- Bulitta: 	Lehre und Forschung
- Deinzer: 	Schatzmeister, Finanzen
- Kohlert: 	Schriftführer, Protokollierung
- Plessing:	Vorsitz, Kontakte, Besoldung, Koordination, Demokratisierung
- Schicker:	Homepage, Kommunikation nach innen, Aspekte
- Vogler: 	Kontakte zum hlb

## Hochschulgruppen
Der Verband ist in Hochschulgruppen gegliedert. Ihr gehören alle Verbandsmitglieder einer Hochschule bzw. einer Hochschul-Abteilung im Sinne des Art. 54 Abs. 2 Satz 2 BayHSchG an. Die Mitgliederversammlung der Hochschulgruppe ist das Gremium der Meinungsbildung für die Mitglieder. Sie wird von der Gruppenvertretung in der Regel einmal je Semester, mindestens jedoch einmal im Jahr einberufen und von einem Gruppenvertreter geleitet. 